# Липпиш, Александр Мартин
Александр Мартин Липпиш (нем. Alexander Lippisch) (2 ноября 1894 — 11 февраля 1976) — доктор технических наук, немецкий и американский авиаконструктор, известный благодаря своим разработкам самолётов схемы «летающее крыло», аппаратов с треугольным крылом и экранопланов.

## Биография
Зарождение его интереса к авиации было вызвано демонстрацией самолёта Орвилла Райта на Темпельгофском поле в сентябре 1909 года.
В 1915—1918 гг., во время службы в немецкой армии в ходе Первой мировой войны, летал на самолётах в качестве аэрофотографа и картографа. После войны сотрудничал с компанией Luftschiffbau Zeppelin, которая была ведущим разработчиком жёстких дирижаблей.
В это время заинтересовался «бесхвостыми» самолётами. В 1921 году первый разработанный им аппарат типа — планер Lippisch-Espenlaub E-2 — был запущен в производство.
Был назначен директором исследовательской группы Rhön-Rossitten Gesellschaft, занимавшейся разработкой планеров и их испытаниями на Куршской косе (Росситтен). Этой организацией в 1927—1933 гг. были созданы «летающие крылья» Storch I — Storch IX. В 1928 году был создан планер Lippisch Ente («Утка»), который стал первым в мире пилотируемым летательным аппаратом с реактивным ускорителем.
В 1931—1939 гг. опыт работы с проектом Storch был использован при конструировании самолётов с треугольным крылом Delta I — Delta V (в дальнейшем Delta IV и Delta V были переименованы в DFS 39 и DFS 40 соответственно), и над последующими проектами самолётов Messerschmitt Me.163 Komet, Messerschmitt Me 328/Me 329.
Планер DM-1 и сам его конструктор впоследствии были захвачены армией США. Липпиш был доставлен в США в рамках операции по поиску и перевозки в США немецких военных специалистов и учёных (Операция «Скрепка»).
Идеи Липпиша были использованы компанией Convair, в том числе — в модели Convair F-92.